# USS New York (BB-34)
El USS New York (BB-34) fue un acorazado de la Armada de los Estados Unidos, buque líder de su clase. Nombrado como el estado de Nueva York, fue diseñado como la primera embarcación en contar con cañones calibre 356 mm/45. 
Entrando en servicio en 1914, la embarcación fue parte de la fuerza de la Armada que fue enviada para reforzar a la Gran Flota británica en el mar del Norte, cerca del final de la Primera Guerra Mundial. Durante ese tiempo, estuvo involucrada en al menos dos incidentes con U-boots alemanes, y se cree que fue la única embarcación estadounidense en hundir un submarino durante la guerra, durante una colisión accidental, en octubre de 1918. Después de la guerra, fue enviado en una serie de ejercicios de entrenamiento y cruceros tanto al Atlántico, como al Pacífico, y pasó por varias revisiones para incrementar su armamento, manejo de aeronaves, y blindaje. 
Entró a las Patrullas de Neutralidad a inicios de la Segunda Guerra Mundial, y sirvió como escolta de convoyes a Islandia y Gran Bretaña, en las primeras fases de la guerra. Tuvo su primer combate contra artillería costera durante la operación Torch, cerca de Casablanca en África del Norte, y después se convirtió en buque escuela. A finales de la guerra, fue transferido al Pacífico, y proveyó soporte de fuego naval durante la invasión de Iwo Jima, y después en la invasión de Okinawa. Retornó a Pearl Harbor para reparaciones hasta el final de la guerra, cuando fue clasificado como obsoleto y fue seleccionado para formar parte de la operación Crossroads, una serie de pruebas de armamento nuclear en el atolón Bikini, en 1946. Sobrevivió a ambas explosiones, y los efectos de la radiación en la embarcación fueron estudiados durante dos años. Finalmente fue hundido como objetivo en 1948. Recibió tres estrellas por su servicio. 

## Diseño y construcción

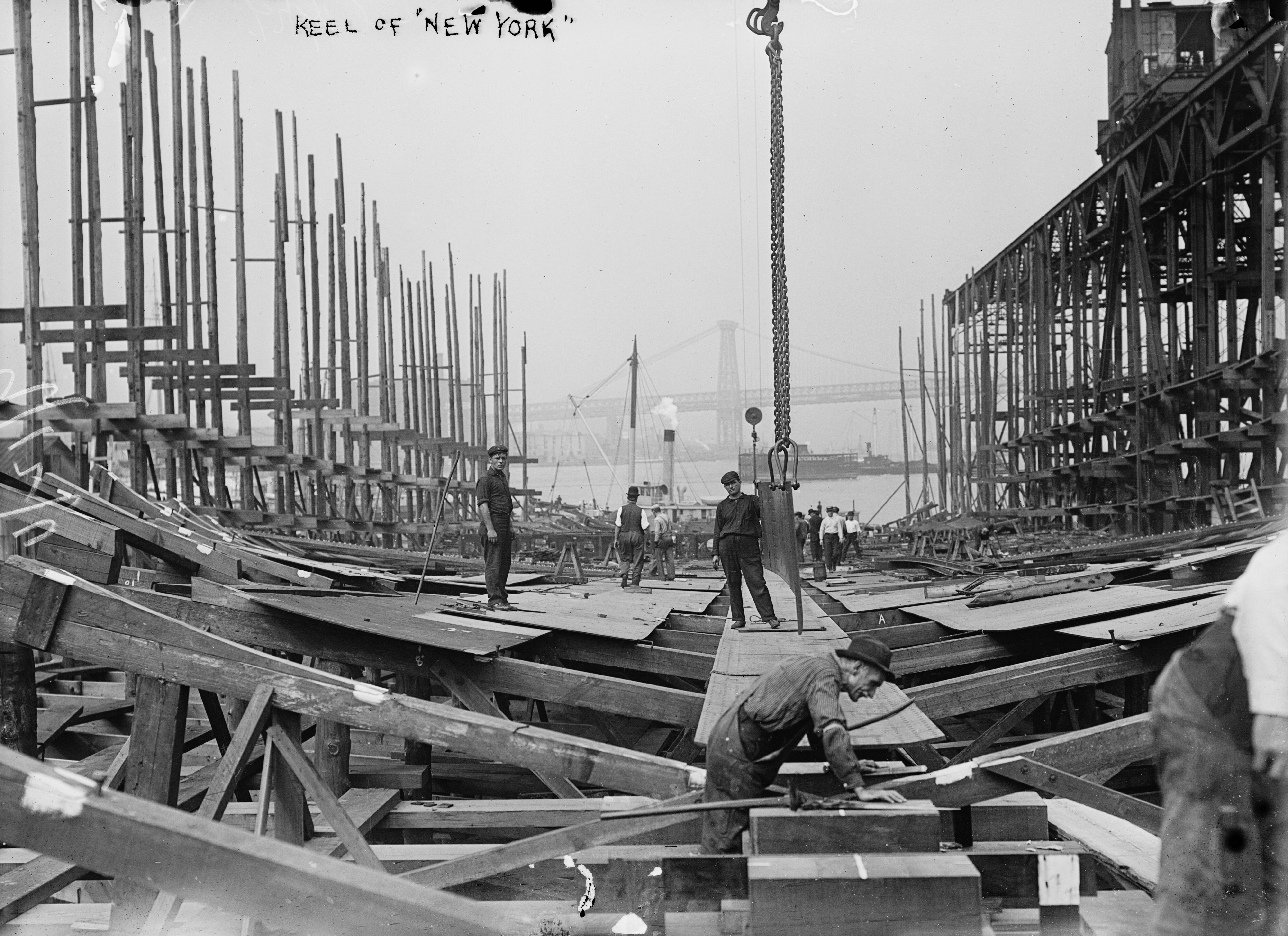
Quilla del New York un día después de la ceremonia de su puesta

El New York fue el primero de dos acorazados de su clase homónima, aunque su construcción comenzó después de la de su gemelo, el Texas. Fue ordenado en el año fiscal de 1911 como la primera clase de acorazados en la Armada de los Estados Unidos en contar con cañones calibre 356 mm/45.
Tenía una eslora de 175 m, una manga de 29 m, y un calado de 8.7 m. Tenía un desplazamiento estándar de 27 000 toneladas largas, y de 28 367 toneladas a máxima capacidad. Era impulsado por 14 turbinas de vapor Babcock & Wilcox, que alimentaban dos motores de vapor alternos de triple expansión vertical de doble efecto, con una potencia de 28 000 caballos de fuerza (21 000 kW), con una velocidad máxima de 21 nudos (39 km/h). Tenía una autonomía de crucero de 7060 millas náuticas (13 080 km) a 10 nudos (19 km/h).
Su blindaje consistía en un cinturón de 250 a 300 mm de grosor. Sus casamatas bajas tenían entre 230 y 280 mm de blindaje, y las altas tenían 150 mm de blindaje. La cubierta blindada tenía 51 mm de grosor, y el blindaje en las torretas era de 360 mm en el frente, 10 mm en el techo, 51 mm en los costados, y 200 mm en la retaguardia. El blindaje en las barbetas era de entre 254 mm y 305 mm. Su torre de mando estaba protegida por 305 mm de blindaje, y 122 mm en el techo.
Su armamento consistía en diez cañones calibre 356 mm/45, que podían ser elevados a 15 grados, dispuestos en cinco monturas dobles de proa a popa. Su clase fue la última en presentar una torreta montada en el centro de la embarcación. Tal como fue construido, contaba con veintiún cañones calibre 127 mm/51, principalmente para la defensa contra destructores y buques torpederos. Estos cañones tenían poca precisión en mares agitados debido a las casamatas abiertas montadas en el casco, por lo que este armamento se redujo a 16 cañones en 1918, mediante la eliminación de las posiciones menos útiles, cerca de los extremos del barco. La embarcación no fue diseñada con artillería de defensa antiaérea (AAA), pero ese mismo año le fueron añadidos dos cañones calibre 76 mm/50. Tenía también cuatro tubos lanzatorpedos calibre 533 mm, colocados cada uno en la proa y popa en el lado de estribor y de babor, para torpedos Bliss-Leavitt serie 3. Las salas de torpedos contenían doce torpedos, además de doce minas marinas para defensa. Su tripulación consistía en 1042 oficiales y soldados.

## Historial de servicio

### Primeros años
La quilla del New York fue colocada en el astillero de Nueva York, en Brooklyn, el 11 de septiembre de 1911. La clase New York fue construida bajo un nuevo esquema de leyes laborales que limitaban las horas de trabajo de las tripulaciones de obreros. También se estipuló que cada embarcación debía costar menos de USD $6,000,000, sin incluir el costo del blindaje y el armamento. Fue botado el 30 de octubre de 1912 y puesto en servicio el 15 de mayo de 1914. Fue la quinta embarcación en ser nombrada como el estado de Nueva York, y fue patrocinada por Elsie Calder, hija del político neoyorquino William Calder. El cuarto New York, un crucero acorazado, fue renombrado como Rochester para dejar libre el nombre para el acorazado, y luego fue hundido deliberadamente en la bahía de Súbic, en 1941.
Bajo el mando del capitán Thomas Rodgers, el New York zarpóó a Veracruz luego de su puesta en servicio. Fue designado como buque insignia del contraalmirante Frank Friday Fletcher, en julio de 1914, que comandaba la flota que ocupó y bloqueó el puerto de Veracruz, en México, para evitar que llegaran cargamentos de armas que buscaban apoyar al gobierno de Victoriano Huerta. Una vez concluida la ocupación estadounidense de Veracruz, el New York reanudó su crucero de prueba a lo largo de la costa este de Estados Unidos. Llevó a cabo varias tareas de buena voluntad, además de realizar ejercicios de entrenamiento en la costa del Atlántico.

### Primera Guerra Mundial

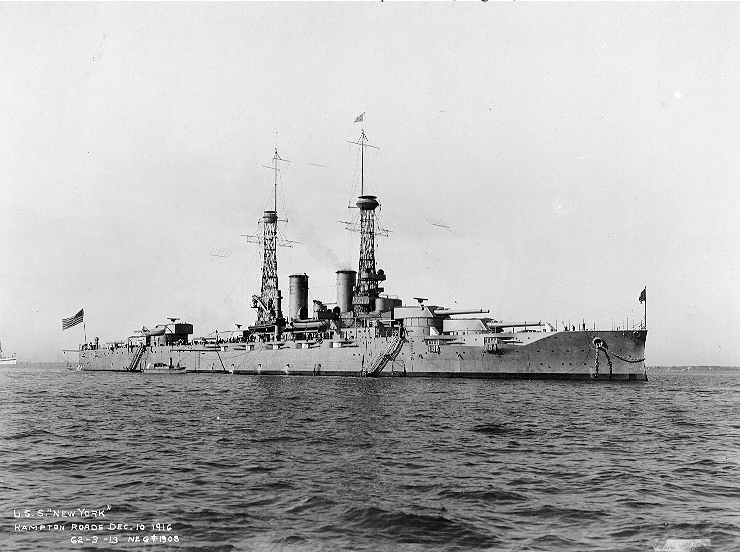
New York en Hampton Roads, Virginia, diciembre de 1916.

Tras la entrada de los Estados Unidos en la Primera Guerra Mundial, el New York, bajo el mando del capitán Edward L. Beach, se convirtió en el buque insignia de la 9.ª División de Acorazados (BatDiv 9), comandada por el almirante Hugh Rodman. Fue enviado a reforzar a la Gran Flota británica en el mar del Norte, arribando a Scapa Flow el 7 de diciembre de 1917. Las embarcaciones de la flota estadounidense fueron asignadas al 6.º Escuadrón de Batalla de la Gran Flota, que se encargaba de tareas de bloqueo y escolta. En diciembre de 1917, el New York y otros acorazados estadounidenses tomaron parte en varios ejercicios de artillería.
No realizó ningún disparo en combate durante la guerra, pero se le acredita haber hundido una embarcación enemiga. Durante una de sus misiones de escolta, el convoy al que protegía sufrió dos ataques diferentes por U-boots alemanes. La noche del 14 de octubre de 1918, mientras lideraba un grupo de acorazados en el estrecho de Pentland, fue sacudido por una violenta colisión subacuática en su costado de estribor, seguida poco después por otra colisión en la popa, que rompió dos palas de una de sus hélices, reduciendo a la embarcación a un motor y a una velocidad de 12 nudos (22 km/h). Fue claro inmediatamente para la tripulación que habían golpeado un objeto sumergido, pero por la profundidad del canal, no había sido un naufragio. Los comandantes concluyeron que el New York pudo haber colisionado accidentalmente con un U-boot sumergido. Estuvieron de acuerdo con que el submarino había golpeado su proa contra el costado del barco, y que después fue golpeado por la hélice del barco. En su opinión, el daño habría sido fatal para la embarcación alemana. Este extraño y accidental encuentro, marcó la única ocasión en todo el servicio de la BatDiv 9 con la Gran Flota, en que una de sus embarcaciones hundió un navío alemán. Los análisis postguerra de los registros alemanes, revelaron que el submarino perdido pudo haber sido el UB-113 o el UB-123, sin embargo, ninguno de los dos parece haber sido posible, ya que el UB-113 fue hundido por un cañonero francés en el golfo de Vizcaya semanas antes, y el UB-123 se hundió en el campo de minas marinas en el mar del Norte cinco días después de que el New York sufriera la colisión.
Seriamente dañado por la pérdida de la hélice, la embarcación navegó hacia Rosyth bajo una fuerte escolta para ser reparado el 15 de octubre. A la 01:00, hora local, del siguiente día, un U-boot disparó tres torpedos a la embarcación dañada, sin acertar en el blanco. Contrario a otros casos, existe suficiente evidencia para suponer que dicho ataque no fue una falsa alarma, varios oficiales y soldados a bordo del New York vieron claramente las estelas de los torpedos a la luz del claro de luna, y un submarino fue avistado en los alrededores por una patrulla poco después del ataque. Irónicamente, las graves condiciones de la embarcación parecen haberla salvado; aunque el procedimiento estándar era navegar a 16 nudos (30 km/h), el New York apenas podía alcanzar los 12 nudos (22 km/h) con una sola hélice operacional. Debido a esto, el historiador Jerry Jones cree que el capitán del U-boot juzgó mal la velocidad de la embarcación. Sin daños adicionales, el acorazado llegó seguro a dique seco en Rosyth. Mientras era sacado del agua, se encontró en su casco una gran abolladura que correspondía a la proa de un submarino.

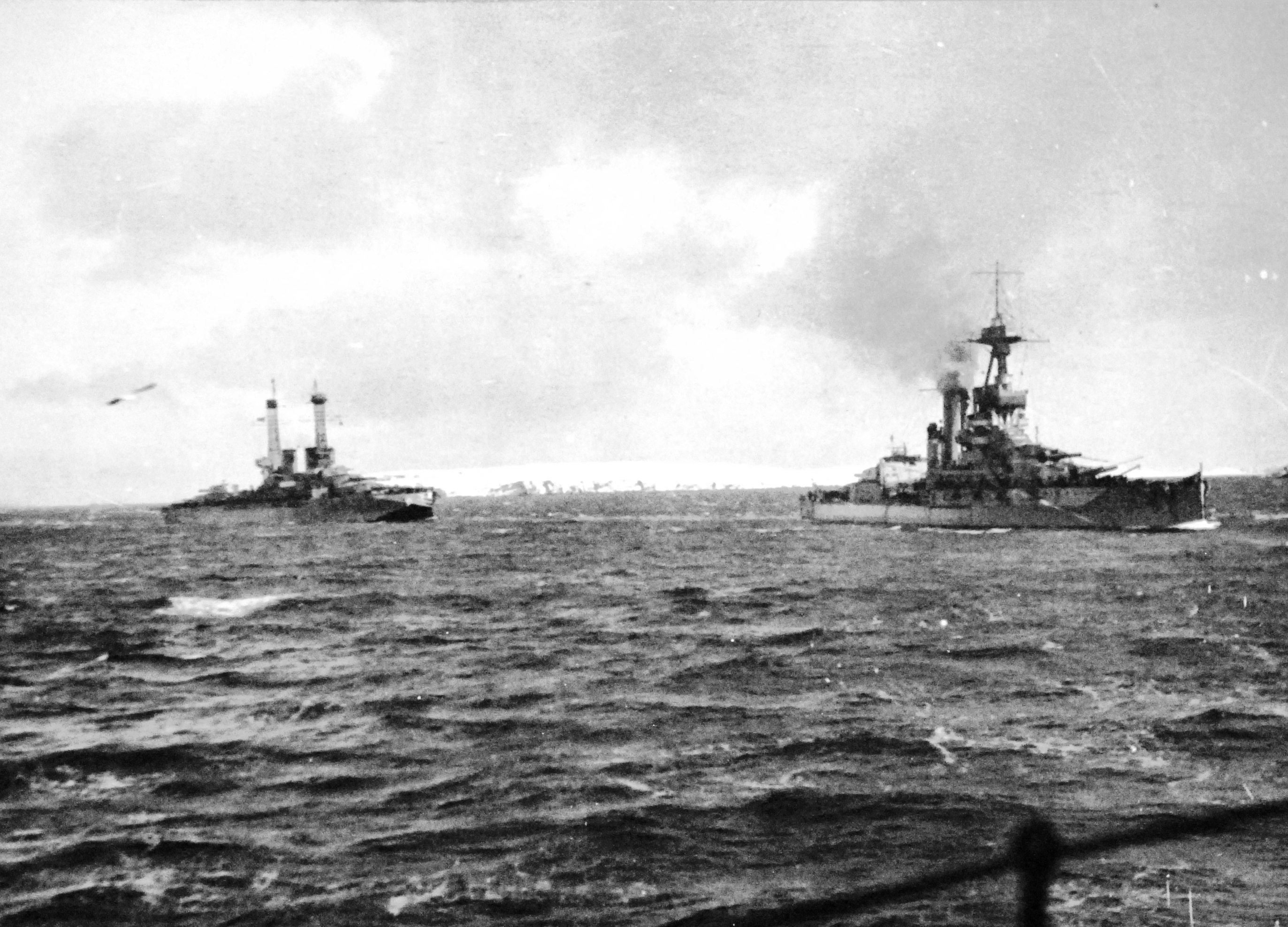
El New York (izq.) y el HMS Iron Duke en Scapa Flow, posiblemente durante la rendición de la flota alemana, noviembre de 1918.

El New York también fue sede frecuente de dignatarios extranjeros, entre ellos el rey Jorge V del Reino Unido y el futuro rey Eduardo VIII, así como el entonces príncipe Hirohito del imperio del Japón. La embarcación era de gran interés para las potencias europeas, ya que en muchos casos fue la primera oportunidad de ver de cerca un dreadnought estadounidense. Estuvo presente en la rendición de la Flota de Alta Mar alemana, el 21 de noviembre de 1918, en el fiordo de Forth, días después de la firma del armisticio, después de lo cual regresó brevemente a Estados Unidos. Sirvió como escolta del trasatlántico George Washington, que transportaba al presidente Woodrow Wilson a Brest, Francia, para la Conferencia de Paz de Versalles.

### Período de entreguerras
De vuelta a los Estados Unidos, en 1919, comenzó a realizar tareas de entrenamiento y patrullaje, incluyendo uno al Caribe con varias embarcaciones estadounidenses. Durante ese año, pasó por un reacondicionamiento en el astillero de Norfolk, donde le fueron eliminados cinco cañones de 127 mm, y le fueron añadidos tres cañones calibre 76 mm/50 AAA, alcanzando un total de cinco de estos cañones. La batería secundaria fue reducida a dieciséis cañones calibre 127 mm/51. A finales de 1919, zarpó al Pacífico y se unió con la recién formada flota del Pacífico. Continuó realizando tareas de entrenamiento y patrullaje en el Pacífico hasta mediados de la década de 1930, cuando fue transferido de vuelta al Atlántico, y comenzó a operar en el Atlántico Norte, con algunos viajes ocasionales a la costa oeste de los Estados Unidos.

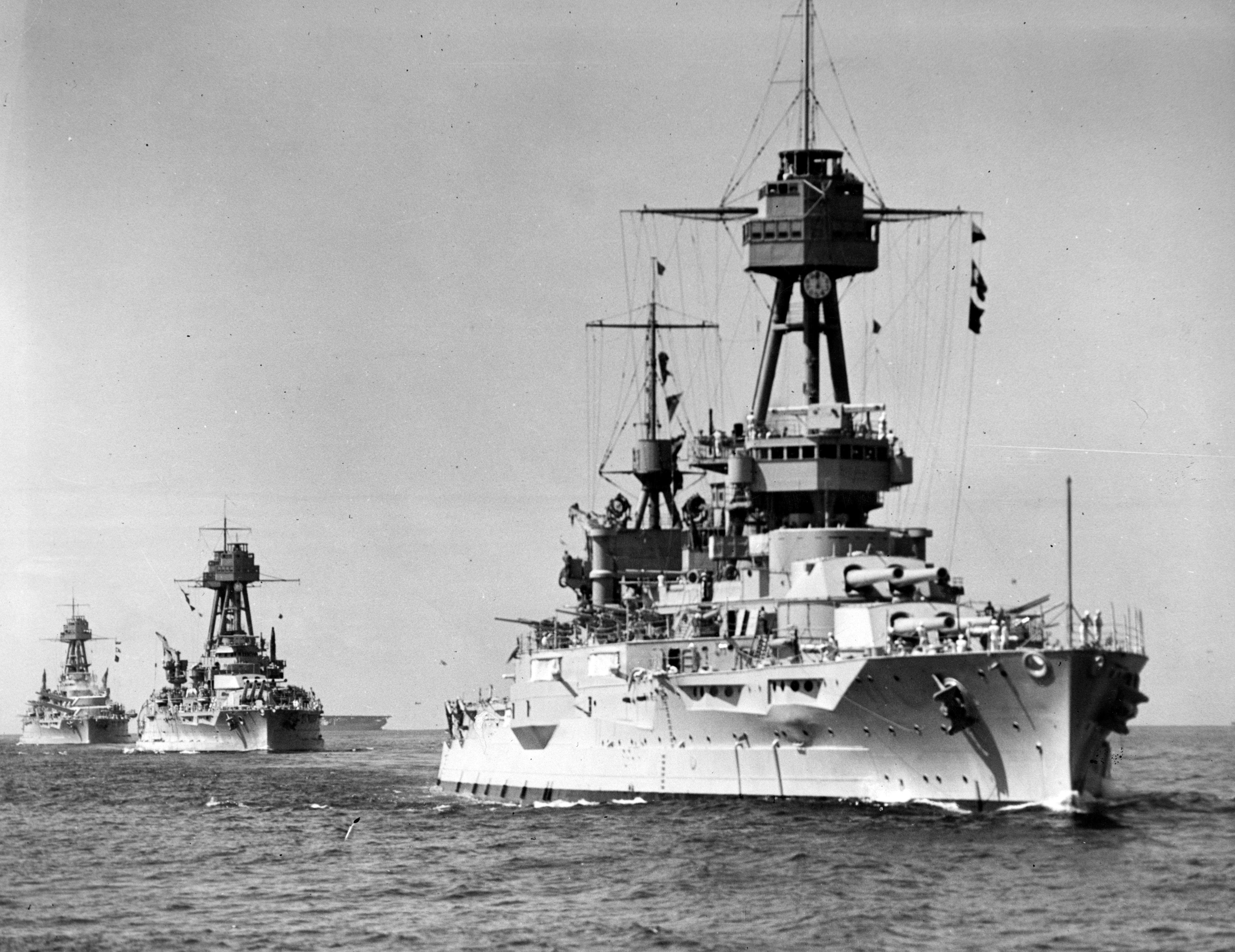
New York en maniobras, junto con el Oklahoma y el Nevada, 1932. Al fondo se puede apreciar al portaviones Langley.

Para 1926, el New York fue considerado obsoleto comparado con otros acorazados en servicio, así que zarpó al astillero de Norfolk para un reacondicionamiento completo. Mientras que otros acorazados en servicio fueron convertidos en buques escuela o desguazados, como el Utah y el Florida, el New York y el Texas fueron seleccionados para una revisión mayor para mejorar su velocidad, blindaje, armamento, y sus sistemas de propulsión, tal como le fue permitido bajo los términos del Tratado Naval de Washington de 1922. Le fueron añadidas 3000 toneladas largas para defensa contra blancos aéreos y submarinos. El número de cañones AAA de 76 mm fue incrementado a ocho, y seis cañones de 127 mm fueron reubicados a casamatas nuevas en la cubierta principal. Los tubos lanzatorpedos fueron eliminados en este punto. Las catorce calderas Babcock & Wilcox alimentadas por carbón, fueron reemplazadas por seis calderas Bureau Express de combustible líquido, y las chimeneas gemelas fueron troncalizadas en una sola detrás de la superestructura delantera. Los mástiles de celosía fueron reemplazados por trípodes, y encima del trípode delantero fue instalada una torre de control. Se construyó una torre en el centro de la embarcación, que contenía controles de disparo adicionales para respaldar al sistema en el mástil de proa. Se le añadió una catapulta de aviones nueva sobre la torreta número tres, y se le instalaron grúas en ambos lados de la chimenea, para botes y manejo de aeronaves. Le fue añadida protección adicional en la cubierta, y su cinturón aumentó a 32 m. Fue equipado con bulges antitorpedos, sin embargo, esto provocó que su maniobrabilidad fuera difícil a velocidades bajas, viraba mal, y la precisión en sus disparos se vio reducida en mares agitados. El 4 de septiembre de 1928, partió para simulacros de combate de corto alcance, junto con el Arizona, y del 7 al 10 de noviembre, las dos embarcaciones viajaron a San Francisco, junto con el Pennsylvania. El 3 de abril de 1929, realizó prácticas antiaéreas con el Arizona, y las tres embarcaciones zarparon a Cuba, donde permanecieron hasta que regresaron a Hampton Roads, el 1 de mayo.
Permaneció con la flota del Pacífico realizando ejercicios navales hasta 1937. Ese año, fue seleccionado para transportar al almirante Rodman, representante personal del presidente, para la coronación del rey Jorge VI y de la reina Elizabeth; también formó parte de una revista naval en Inglaterra, el 20 de mayo de 1937, como único representante de la armada estadounidense. En 1937, le fueron añadidos ocho cañones calibre 28 mm/75 AAA, en dos monturas cuádruples para mejorar su armamento antiaéreo. Fue equipado con un radar XAF en febrero de 1938, incluido el primer duplexor de los Estados Unidos para que una sola antena pudiera tanto enviar, como recibir. Esto la convirtió en la segunda embarcación equipada con un radar, después del destructor Leary. Las pruebas realizadas en el New York llevaron a la instalación de radares similares en los cruceros de la clase Brooklyn y St. Louis, así como también en el acorazado recién construido West Virginia. Por varios años, sirvió principalmente como buque escuela para guardamarinas y marinos recién enlistados.
En septiembre de 1939, se unió a las Patrullas de Neutralidad, salvaguardando las rutas marinas en el Atlántico Norte, y sirvió como buque insignia del Escuadrón del Atlántico, que después fue reasignado como flota del Atlántico por los siguientes 27 meses. En julio de 1941, escoltó a un convoy de tropas estadounidenses que se dirigían a la guarnición de Islandia. Estaba a mitad de un reacondicionamiento el 7 de diciembre de 1941, cuando la Armada Imperial Japonesa atacó Pearl Harbor, hundiendo muchos de los acorazados de la flota del Pacífico, y llevando a los Estados Unidos a la Segunda Guerra Mundial.

### Segunda Guerra Mundial
Con el estallido de la guerra, la revisión del New York se apresuró y fue completada en cuatro semanas después del ataque a Pearl Harbor. Regresó a sus tareas de escolta de carga y de embarcaciones de tropas hacia Islandia y Escocia. Continuó con estas tareas durante el siguiente año. Después de tres tareas de escolta, fue puesto en revisión en Norfolk. La batería secundaria fue reducida a seis cañones de 127 mm, y el armamento antiaéreo fue incrementado a diez cañones de 76 mm calibre 50, 24 cañones Bofors de 40 mm en monturas cuádruples, y 42 cañones Oerlikon de 20 mm. Partió de Norfolk el 12 de agosto y arribó un día después a Nueva York. De ahí, escoltó un convoy a Nueva Escocia, donde permaneció hasta el 22 de agosto, luego zarpó a Escocia donde estuvo del 31 de agosto al 5 de septiembre. Retornó a Norfolk el 15 de septiembre.

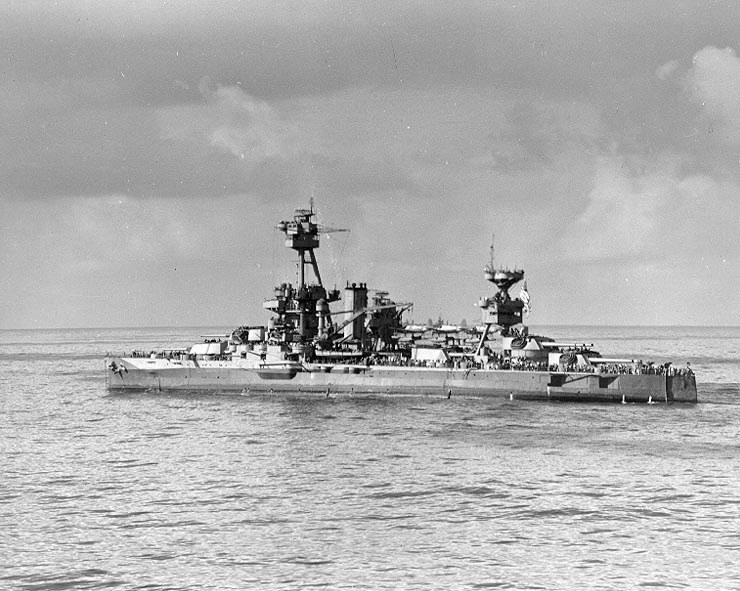
New York frente a la costa de África del Norte, después de la batalla de Casablanca.

Tuvo su mayor acción durante la operación Torch, la invasión aliada en África del Norte, en noviembre de 1942. Partió de Norfolk el 23 de octubre para unirse con la flota Aliada. Adjuntado al Grupo de Ataque del Sur, el 8 de noviembre, el New York y el crucero Philadelphia, protegidos por seis destructores, atacaron el puerto de Safi, en Marruecos, en apoyo a los desembarcos del 9.º Regimiento de la División de Infantería estadounidense, y defendieron a los transportadores Cole y Bernardou, que habían caído bajo ataque de las baterías costeras de 130 mm, en Point De La Tour. El New York disparó varias salvas con sus cañones de 360 mm, neutralizando una de las baterías. Otras baterías costeras fueron destruidas por los cañones del Philadelphia y por aviones del portaviones de escolta Santee. El New York permaneció estacionado hasta que el puerto fue asegurado, luego zarpó al norte para apoyar al Grupo Central frente a Fédala y Casablanca, específicamente para hacer frente a la amenaza del acorazado del régimen de Vichy, Jean Bart, pero al momento en que arribó, ese acorazado ya había sido inhabilitado por el Massachusetts, y otras embarcaciones del régimen ya habían sido expulsadas por los cruceros Brooklyn y el Augusta. El New York permaneció frente a la costa de África del Norte hasta que las playas fueron aseguradas, entonces se retiró el 14 de noviembre. Regresó a Norfolk el 23 de noviembre.
Continuó como escolta de convoyes a finales de 1942 e inicios de 1943, hasta el mes de mayo cuando fue seleccionado para un reacondicionamiento para convertirlo en centro de entrenamiento de baterías principales y de escolta. Arribó a Portland, Maine, el 2 de mayo, y permaneció ahí hasta el 27 de julio. Durante su cuarto y último reacondicionamiento, su batería antiaérea fue incrementada a 10 cañones calibre 76 mm/50, cuarenta cañones de calibre 40 mm, y treinta y seis cañones de 20 mm. También se agregó un control de disparo mejorado, y esto incrementó su desplazamiento estándar a 29 340 toneladas largas, y a 34 000 toneladas a máxima capacidad. Regresó a Norfolk el 2 de agosto de 1943. Fue usado para entrenar tripulaciones para la Armada, la Guardia Costera y para marinas Aliadas en los cañones calibre 356 mm/45, 76 mm/50, y cañones de 20 mm y 40 mm, principalmente porque muchas de las nuevas embarcaciones contaban con este armamento. Entre julio de 1943 y junio de 1944, entrenó a cerca de 11 000 soldados y 750 oficiales. Después de esta tarea, fue enviado a la Academia Naval de los Estados Unidos y realizó tres cruceros consecutivos para guardamarinas, transportando un total de 1800 guardamarinas, de Annapolis a Trinidad, entre junio y agosto de 1944.

### Teatro del Pacífico

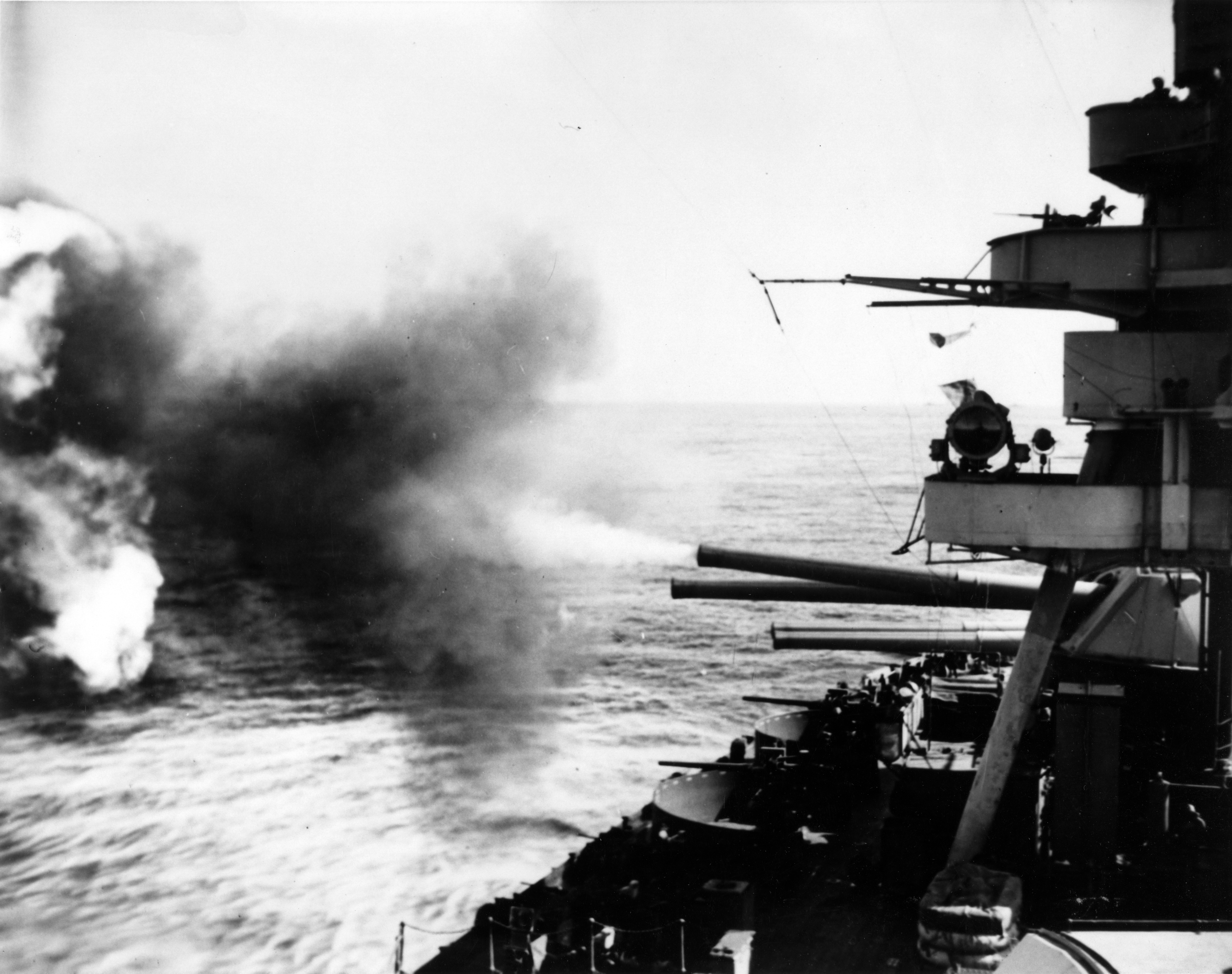
New York disparando su batería principal de 356 mm en la invasión de Iwo Jima, 16 de febrero de 1945.

Seleccionado para regresar a la acción en el teatro del Pacífico, a finales de 1944, cruzó el canal de Panamá el 27 de noviembre, y arribó a Long Beach, California el 9 de diciembre, sufriendo al menos una avería durante el trayecto y perdiendo un avión de observación por el mal tiempo. Realizó un entrenamiento de actualización frente a la costa sur de California, en diciembre de 1944 y enero de 1945. Zarpó el 12 de enero y se encontró con los acorazados Idaho, Tennessee, Nevada, Texas y Arkansas, formando una fuerza de apoyo para la invasión de Iwo Jima. Perdió una pala de su hélice de babor justo antes de que empezara la invasión, y fue puesto brevemente para reparaciones temporales en Enewetak, del 5 al 7 de febrero. Regresó después al grupo, que estaba cerca de Saipán, el 11 de febrero. Juntos, arribaron a Iwo Jima el 16 de febrero, y comenzaron el bombardeo previo a la invasión. Se retiró del área el 19 de febrero, y arribó a Ulithi el 21 del mismo mes.
Después de una reparación permanente en su hélice de babor en Manus, del 28 de febrero al 19 de marzo, se reunió con la Fuerza de Tarea 54 en Ulithi el 22 de marzo, en preparación para la invasión de Okinawa. Junto con los acorazados Maryland, Colorado y West Virginia, la flota comenzó el bombardeo de Okinawa el 27 de marzo. Brindando bombardeos costeros, y posteriormente artillería naval para las fuerzas de desembarco, el New York permaneció 76 días consecutivos en el lugar, período en el cual disparó 4159 rondas de 356 mm, y 7001 de 127 mm. Sufrió el ataque de un kamikaze el 14 de abril, que destruyó un avión de reconocimiento en su catapulta, y causó daños superficiales y lesiones a dos tripulantes. Se separó del grupo el 11 de junio, con los barriles de sus cañones desgastados, y procedió a Pearl Harbor para que sus cañones fueran revestidos en preparación para la invasión de Japón continental. Paró en Leyte el 14 de junio, y arribó a Pearl Harbor el 1 de julio. Permaneció en puerto hasta el 15 de agosto, fecha en que terminó la guerra.

### Posguerra

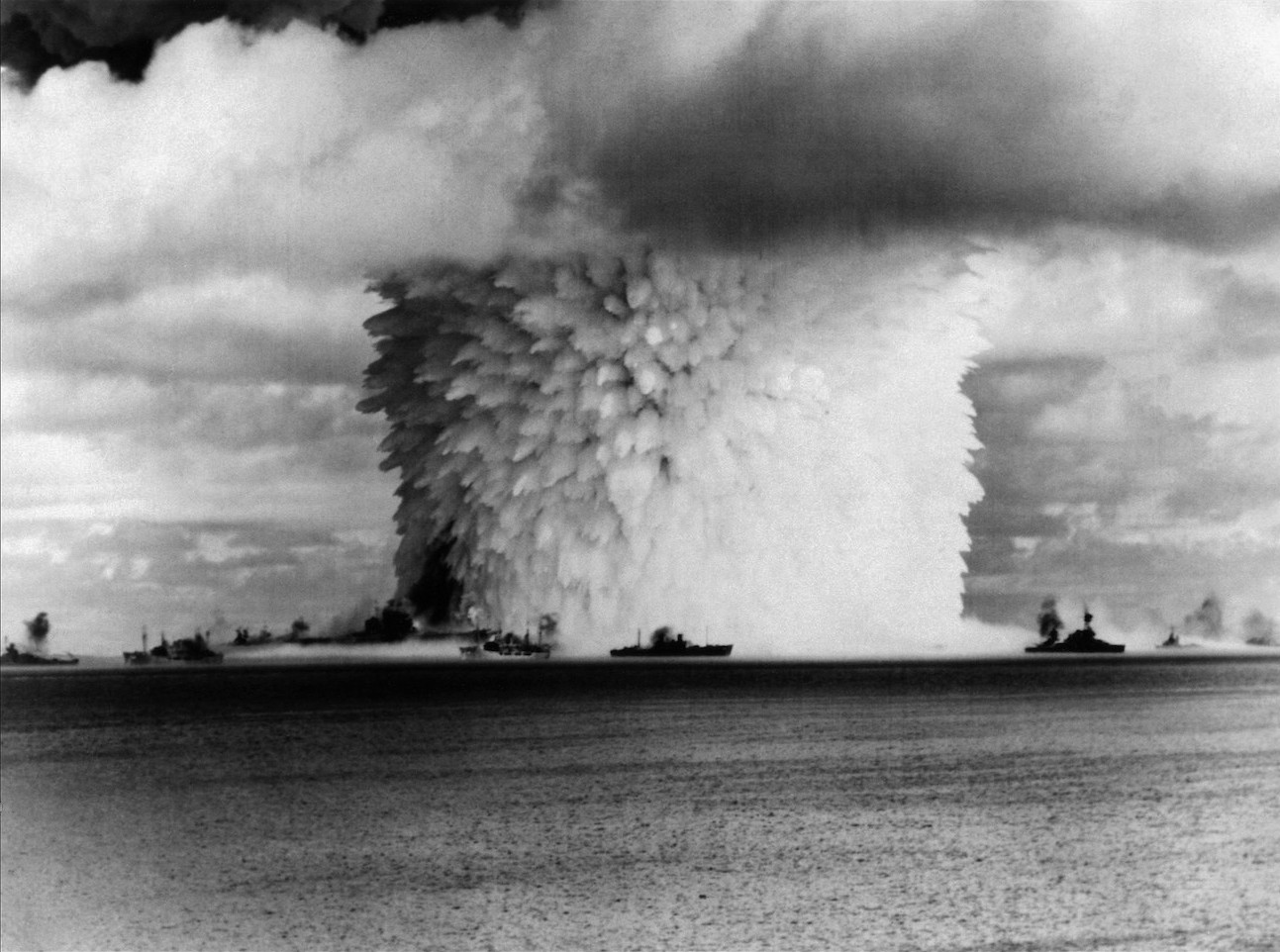
La detonación de Baker durante la operación Crossroads, en el Atolón Bikini, 26 de julio de 1946. El New York está a la derecha de la columna explosiva.

Después del fin de la guerra, el New York entró a la flota de la operación Alfombra Mágica, abandonando Pearl Harbor el 2 de septiembre, y arribando a San Pedro el 9 de septiembre, transportando a un grupo de soldados repatriados. Partió después a la ciudad de San Francisco para participar en las celebraciones del día de la Marina.
Seleccionado como un barco objetivo para la operación Crossroads, fue usado para las pruebas de bombas nucleares en el atolón Bikini en julio de 1946, junto con otras 70 embarcaciones, sobreviviendo a las dos pruebas. Al término de las pruebas, fue remolcado a Pearl Harbor para estudiar el efecto de las explosiones de las bombas. El 6 de julio de 1948, fue arrastrado a mar abierto y fue usado como blanco de prácticas y hundido por otros barcos y aviones navales.